# MTV Movie Awards 2008
De MTV Movie Awards 2008 was de zeventiende editie van het jaarlijkse filmprijzenprogramma MTV Movie Awards. Het vond plaats op 1 juni 2008 in het Gibson Amphitheatre in Universal City (Californië) en werden gepresenteerd door acteur Mike Myers.

## Winnaars en nominaties

### Best Movie (Beste Film)
- Transformers
- I Am Legend
- Juno
- National Treasure: Book of Secrets
- Pirates of the Caribbean: At World's End
- Superbad

### Best Female Performance (Beste Vrouwelijke Vertolking)
- Ellen Page - Juno
- Amy Adams - Enchanted
- Jessica Biel - I Now Pronounce You Chuck and Larry
- Katherine Heigl - Knocked Up
- Keira Knightley - Pirates of the Caribbean: At World's End

### Best Male Performance (Beste Mannelijke Vertolking)
- Will Smith - I Am Legend
- Michael Cera - Juno
- Matt Damon - The Bourne Ultimatum
- Shia LaBeouf - Transformers
- Denzel Washington - American Gangster

### Breakthrough Performance (Beste Nieuwkomer)
- Zac Efron - Hairspray
- Nikki Blonsky - Hairspray
- Chris Brown - This Christmas
- Michael Cera - Superbad
- Megan Fox - Transformers
- Jonah Hill - Superbad
- Christopher Mintz-Plasse - Superbad
- Seth Rogen - Knocked Up

### Best Comedic Performance (Beste Komische Vertolking)
- Johnny Depp - Pirates of the Caribbean: At World's End
- Amy Adams - Enchanted
- Jonah Hill - Superbad
- Seth Rogen - Knocked Up
- Adam Sandler - I Now Pronounce You Chuck and Larry

### Best Kiss (Beste Kus)
- Briana Evigan and Robert Hoffman - Step Up 2: The Streets
- Amy Adams and Patrick Dempsey - Enchanted
- Shia LaBeouf and Sarah Roemer - Disturbia
- Ellen Page and Michael Cera - Juno
- Daniel Radcliffe and Katie Leung - Harry Potter and the Order of the Phoenix

### Best Villain (Beste Schurk)
- Johnny Depp - Sweeney Todd
- Javier Bardem - No Country for Old Men
- Topher Grace - Spider-Man 3
- Angelina Jolie - Beowulf
- Denzel Washington - American Gangster

### Best Fight (Beste Gevecht)
- Sean Faris vs. Cam Gigandet vs. - Never Back Down
- Alien vs. Predator - Aliens vs. Predator: Requiem
- Hayden Christensen vs. Jamie Bell - Jumper
- Matt Damon vs. Joey Ansah - The Bourne Ultimatum
- Tobey Maguire vs. James Franco - Spider-Man 3
- Chris Tucker & Jackie Chan vs. Sun Ming Ming - Rush Hour 3

### Best Summer Movie So Far (Beste Zomerfilm Tot Nu Toe)
- Iron Man
- The Chronicles Of Narnia: Prince Caspian
- Indiana Jones and the Kingdom of the Crystal Skull
- Sex and the City
- Speed Racer

1992 · 1993 · 1994 · 1995 · 1996 · 1997 · 1998 · 1999 · 2000 · 2001 · 2002 · 2003 · 2004 · 2005 · 2006 · 2007 · 2008 · 2009 · 2010 · 2011